# Gubernatorzy Nowej Zelandii
Gubernator Nowej Zelandii (ang. Governor of New Zealand) - urząd polityczny istniejący w Nowej Zelandii w latach 1840-1917 i stanowiący przez cały ten czas formalnie najwyższe stanowisko we władzy wykonawczej tego terytorium. W latach 1840–1856 gubernator posiadał faktycznie dyktatorską władzę nad całością spraw w kolonii. W 1856 Nowa Zelandia uzyskała autonomię i odtąd polityczny punkt ciężkości przesuwał się w stronę stanowiska premiera, zaś gubernator stawał się bardziej moderatorem miejscowej sceny politycznej i jej nadzorcą w imieniu rządu w Londynie. W 1907 Nowa Zelandia uzyskała status dominium brytyjskiego, a dziesięć lat później, zgodnie z praktyką w innych dominiach, urząd gubernatora został zniesiony i zastąpiony przez nieco odmienny w swym charakterze urząd gubernatora generalnego Nowej Zelandii.

## Lista gubernatorów

### Gubernatorzy kolonii
| od   | do   | osoba                  |
| ---- | ---- | ---------------------- |
| 1840 | 1842 | William Hobson         |
| 1843 | 1845 | Robert FitzRoy         |
| 1845 | 1855 | George Grey            |
| 1855 | 1861 | Thomas Gore Browne     |
| 1861 | 1868 | George Grey            |
| 1868 | 1873 | George Bowen           |
| 1873 | 1874 | James Fergusson        |
| 1875 | 1879 | George Phipps          |
| 1879 | 1880 | Hercules Robinson      |
| 1880 | 1882 | Arthur Hamilton-Gordon |
| 1883 | 1889 | William Jervois        |
| 1889 | 1892 | William Onslow         |
| 1892 | 1897 | David Boyle            |
| 1897 | 1904 | Uchter Knox            |
| 1904 | 1907 | William Plunket        |

### Gubernatorzy dominium
| od   | do   | osoba           |
| ---- | ---- | --------------- |
| 1907 | 1910 | William Plunket |
| 1910 | 1912 | John Dickson    |
| 1912 | 1917 | Arthur Foljambe |